# Горушка (Новгородкинська волость)
Горушка (рос. Горушка) — присілок в Пушкіногорському районі Псковської області Російської Федерації.
Населення становить 18 осіб. Входить до складу муніципального утворення Велейська волость.

## Історія
Від 2015 року входить до складу муніципального утворення Велейська волость.

## Населення
| 2001 | 2002 | 2010 |
| ---- | ---- | ---- |
| 23   | ↘19  | ↘18  |